# Jay Watson
Jay Watson (Northam, 27 mei 1990) is een Australisch multi-instrumentalist, zanger en songwriter. Hij maakt deel uit van de rockband Tame Impala en de popgroep Pond. Als solo-artiest brengt hij muziek uit onder de naam GUM. Anno 2020 heeft hij vijf soloalbums uitgegeven.

## Biografie
Watson werd geboren in Carnarvon en groeide op in Northam. Hij kreeg de bijnaam Gumby die verwees naar de claymation-televisieserie Gumby. Toen hij zijn eigen materiaal ging opnemen, kortte Watson de naam af tot GUM.
Op 30 mei 2014 bracht Watson, als GUM, het album Delorean highway uit in Australië. Het meeste materiaal was opgenomen in 2011, waarover Watson later zei dat "when it finally came out it felt so good! But it felt so old to me." Een uitgave op vinyl werd beperkt tot duizend exemplaren. Het album werd omschreven als een verzameling van "paranoid pop songs" die vooral gaan over "falling in love and all of the things that he [Watson] thinks are going to kill him." Delorean highway belandde op #19 in Happy Mag's lijst van de 25 beste psychedelische-rockalbums van de jaren 2010.
Watson nam zijn tweede album in september 2014 op in Londen met hulp van Jerome Watson van The History of Apple Pie. Het dertiende nummer Glamorous damage werd in september 2015 aangekondigd en werd uitgebracht op 13 november dat jaar. Het werd voorafgegaan door de single Anaesthetized lesson die geremixt werd door Kevin Parker en uitgebracht in maart 2016. Watson omschreef de titel van het album als "about people glamorizing getting fucked up or being weirdos, when there is always a danger you could end up damaged yourself just through putting it on a pedestal". Watson treedt af en toe live op en gebruikt dan backing tracks. Stuart Berman van Pitchfork omschreef het album als "the 8-bit, Nintendo video game adaptation of a blockbuster film".
Op 3 november 2016 werd een derde album met de titel "Flash in the pan" geteased op YouTube. Op 11 november 2016 werd het album uitgebracht. Het werd voorafgegaan door de single Gemini dat door NME omschreven werd als "a swirl of looped vocals, Pond-y synth work and dreamy, subtle bass." Watson legde uit dat Gemini het eerste nummer was dat hij opnam voor het album "and probably the most immediate". Het nummer bevat een bijdrage van Sergio Flores op saxofoon.
In december 2019 werd hij vader van een zoon.

## Discografie
- Delorean highway, 2014
- Glamorous damage, 2015
- Flash in the pan, 2016
- The underdog, 2018
- Out in the world, 2020